# Skala (muzyka)
Skala – szereg dźwięków ułożonych według stałego schematu. Kolejne dźwięki skali oznacza się cyframi rzymskimi, tworząc stopnie. Zależnie od rodzaju skali, każdy stopień pełni inną funkcję. Skale mogą być budowane w kierunku wznoszącym (od najniższego dźwięku do najwyższego) lub opadającym (od najwyższego do najniższego).
Skalą jest także zakres dźwięków danego instrumentu lub głosu ludzkiego.

## Najstarsze skale muzyczne

Pentatonika o dźwięku centralnym d

Obserwując pieśni ludów pierwotnych oraz najstarsze zabytki muzyki ludowej można założyć, że muzyka pierwotna opierała się na skalach dwu- lub trzydźwiękowych. Stare kultury azjatyckie (Chiny, Japonia) wypracowały skalę pięciostopniową - pentatonikę. Występuje ona również w europejskiej muzyce ludowej. Skale takie sporadycznie są używane również w artystycznej muzyce europejskiej, gdy kompozytorowi zależy na stylistyce orientalnej. W Etiudzie Ges-dur z op. 10 Fryderyka Chopina występuje redukcja skali durowej do pentatoniki, wynikająca z założeń technicznych (etiuda napisana została na czarne klawisze). Na pentatonice opiera się także wiele utworów współczesnej muzyki rozrywkowej – bardzo chętnie jest stosowana w bluesie, skąd przeszła do kolejnych powstających gatunków.

## Starożytne skale greckie
Nazywane też starogreckimi.
Antyczna kultura muzyczna wykształciła system skal siedmiostopniowych, których nazwy pochodzą od plemion greckich. W systemie skal greckich były trzy główne skale, z których każda posiadała dwie poboczne (poprzedzone przedrostkami hyper- i hypo-). Przedrostki hyper [gr. nad] oraz hypo [gr. pod] dodawane do nazw skal starogreckich, oznaczały skale położone o kwintę (pięć stopni) wyżej i o kwintę niżej.
Skale greckie budowano w kierunku opadającym.
Skale greckie:
- skala dorycka

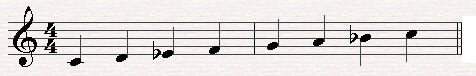
Skala C dorycka w wersji średniowiecznej (starogreckie były budowane w dół)

- skala hyperdorycka (miksolidyjska)
- skala hypodorycka (eolska)

- skala frygijska
- skala hyperfrygijska (lokrycka)
- skala hypofrygijska (jońska)

- skala lidyjska
- skala hyperlidyjska
- skala hypolidyjska

## Skale kościelne
Nazywane inaczej średniowiecznymi lub modalnymi. Są to siedmiostopniowe skale powstałe w średniowieczu. Budowę tetrachordową oraz nazwy wzięły od skal greckich. Budowane były od dźwięku najniższego do najwyższego.
- skala dorycka kościelna (authentus protus)
- skala hypodorycka kościelna (plagius proti)
- skala frygijska kościelna (authentus deuterus)
- skala hypofrygijska kościelna (plagius deuteri)
- skala lidyjska kościelna (authentus tritus)
- skala hypolidyjska kościelna (plagius triti)
- skala miksolidyjska kościelna (authentus tetrardus)
- skala hypomiksolidyjska kościelna (plagius tetrardi)

W okresie renesansu wprowadzono 4 dodatkowe skale:
- skala jońska kościelna
- skala hypojońska kościelna
- skala eolska kościelna
- skala hypoeolska kościelna

## Skale współczesne
Współczesne skale muzyczne oparte na systemie temperowanym wykształciły się w okresie baroku (XVII/XVIII wiek). Powstały wtedy siedmiostopniowe skale durowa i molowa, na których opiera się system tonalny z 24 tonacjami (12 dur i 12 moll) ułożonymi w kole kwintowym. Na przełomie XIX/XX wieku wykształciły się skale pozbawione ośrodka tonalnego: sześciostopniowa skala całotonowa oraz skala dwunastostopniowa (dodekafoniczna).

## Inne skale
W polskiej muzyce ludowej można spotkać następujące skale:
- skala lidyjska
- skala lidyjska podwyższona
- skala frygijska
- skala hypodorycka kościelna
- skala cygańska
- skala góralska

Istnieje też na przykład:
- skala bluesowa

Nie wyliczono tu bardzo wielu skal muzycznych, zarówno występujących w europejskiej muzyce ludowej, jak i w muzyce ludów pozaeuropejskich.